# Чорноліські кургани
Чорноліські кургани

## Локалізація чорноліської культури
Див. докладніше Чорноліська культура
Сучасна археологія та історія накопичила багато даних, які свідчать про праслов'янські корені носіїв цієї культури. Хронологічні рамки її існування — Х-початок VII ст. до Р. Х. Пам'ятки культури розповсюджені в центральній частині українського лісостепу від Середнього Дністра на заході до Ворскли на сході. Крім традиційного для майже всіх народів цієї доби гончарних виробів, культурний пласт Чорноліської культури містить артефакти розвиненого бронзоливарного виробництва — це і самі вироби (сокири, браслети, шпильки тощо), і виявленого обладнання ливарників (тиглі, ллячки, роз'ємні ливарні форми з каменю та глини, а в пізніший період — лиття за восковою моделлю). Крім того, ця культура освоїла виробництво заліза та виробів з нього.

## Курганні поховання
Попри характерний для цієї культури обряд спалення небіжчиків, очевидно тривалі контакти з кімерійцями (зокрема конфлікти про що свідчать ряд фортець на чорнолісько-кімерійському порубіжжі), привели до виникнення курганів-могил.
Всього ідентифікують 13 чорноліських курганів, найбільш відомі — поблизу сіл Квітки та Вільшани на Черкащині.